# Everybody's Fool
Everybody's Fool è il quarto singolo del gruppo rock statunitense Evanescence estratto dall'album Fallen, pubblicato nel 2003 dalla Wind-up Records.

## Descrizione
Dopo l'allontanamento di Ben Moody, il terzo singolo degli Evanescence estratto da Fallen, My Immortal, continuò a riscontrare successo, ma raramente emersero novità sulla band. Presto iniziarono a sollevarsi le voci che Imaginary sarebbe divenuto il prossimo ed ultimo singolo da Fallen, per essere uno dei brani più datati della band ed eseguito nel 1998. In realtà Everybody's Fool lo sostituì e fu messo in vendita l'8 giugno 2004, mentre Imaginary finì lanciato in forma di singolo promozionale.
È stato scritto dai componenti del gruppo Amy Lee, Ben Moody e David Hodges. Parla delle persone false e superficiali, che fingono di essere ciò che non sono per essere meglio accettate dalla società. È stato letto anche come un possibile messaggio contro la fede cristiana.
Amy Lee, in un'intervista al TRL italiano il 14 novembre 2006, affermò che Everybody's Fool è il video preferito dalla band perché, pur considerandolo il più banale, presenta un significato profondo, riporta l'angoscia della protagonista sia nel video che nel testo.
Nella raccolta Not For Your Ears pubblicata dagli Evanescence nel 2002, vi è una traccia che riporta Everybody's Fool in una vecchia versione.

## Accoglienza
Johnny Loftus di AllMusic ha definito Everybody's Fool un brano nu metal. Adrien Begrand da PopMatters ha concluso che esso "trascina le cose a un livello più alto, molto teatrale".

## Tracce
CD maxi singolo EU
1. Everybody's Fool (Album version) – 3:15
2. Taking Over Me (Live from Cologne) – 4:06
3. Whisper (Live from Cologne) – 5:22
4. Everybody's Fool (Instrumental version) – 3:15

## Video musicale
Il video musicale, diretto da Philip Stolzl, fu filmato a Los Angeles verso la metà dell'aprile 2004.
Il video racconta le vicissitudini di una modella, interpretata da Amy Lee, che promuove i prodotti di una società intitolata Lies (Bugie) ma ne soffre terribilmente, stanca di sostenere una realtà ipocrita e crudele come quella pubblicitaria e contraria ad una vita di logorante perfezione. Si ritira nel suo appartamento, sconsolata e raggomitolata su un letto, sfoglia alcune riviste che traboccano di sue foto e le scarabocchia. Viene riconosciuta e derisa per la fine cha ha fatto da due ragazze che si trovano con lei in un ascensore (in quella scena Amy Lee veste in maniera trasandata).
S'immerge in una vasca da bagno, cercando conforto dal suo stato d'inquietudine, poi si specchia cercando di simulare allegria, ma, stanca, in uno scatto d'ira, rompe lo specchio con il braccio destro che si mette a sanguinare. Si alternano, stridenti con queste scene, spot pubblicitari in cui la modella recita prima nelle vesti di una deliziosa cuoca che serve pizza in una famiglia, poi in quelle di una motociclista che assume una bevanda energetica e infine nel ruolo di una bambola con i capelli rosa.

## Classifiche
| Classifica (2004)         | Posizione massima |
| ------------------------- | ----------------- |
| Australia                 | 23                |
| Belgio (Fiandre)          | 35                |
| Belgio (Vallonia)         | 43                |
| Irlanda                   | 32                |
| Italia                    | 16                |
| Norvegia                  | 17                |
| Paesi Bassi               | 35                |
| Regno Unito               | 24                |
| Stati Uniti (alternative) | 36                |
| Svizzera                  | 35                |